# Bataille des Champs du Celebrant
La Bataille des Champs du Celebrant est une bataille de fiction issue de l'univers légendaire de l'écrivain britannique J. R. R. Tolkien. Ce fut une féroce bataille, qui se déroula aux Champs du Celebrant.

## Histoire
« Et Eorl ne s'arrêta pas. En avant ! ordonna-t-il ! Il n'y a point d'autres chemins à prendre. Et après une si longue chevauchée, nous n'allons pas laisser la brume qui monte de la rivière nous détourner du combat »

— J. R. R. Tolkien, Contes et légendes inachevés
En 2510 3A, une invasion d'Orientaux (les Balchoth) et d'Orques mit le Gondor en si grande difficulté que les Éothéod furent appélés au secours par l'Intendant Cirion. Les troupes du Gondor parvirent à la rencontre des Balchoth qui avaient ravagé le Val d'Anduin, puis traversé la Limeclaire à l'aide de radeaux pour déboucher sur le Wold. Le Gondor contre-attaqua, et ses troupes résistèrent un temps, mais furent battues par le nombre de leurs adversaires. Puis, par un hasard malchanceux, une bande d'Orques descendus des Monts Brumeux coupa l'armée du Gondor et rejeta les soldats vers la Limeclaire, bloquant ainsi la retraite des troupes de Cirion.
Mais un puissant corps de cavalerie composé d'environ 7000 hommes et de plusieurs centaines d'archers à cheval arriva à la rescousse. Sous les ordres d'Eorl le Jeune, les Éothéod passèrent les Méandres, franchirent la Limeclaire et chargèrent furieusement l'arrière-garde de l'ennemi. La surprise fut totale, aussi bien chez les Dúnedain que chez les Balchoth et les Orques qui furent désorganisés et massacrés sans pitié. Pris de panique, ils se débandèrent et furent dans un premier temps refoulés au-delà de la Limeclaire. Puis Eorl le Jeune, à la tête de sa cavalerie, leur donna la chasse. Il les obligea à fuir vers le sud pour leur couper la route de retraite au nord. Il les traqua et leur infligea de lourdes pertes sur toute l'étendue du Calenardhon.
Ce qui devait être une tragique défaite du Gondor se transforma en une victoire éclatante qui fut connue sous le nom de la bataille du « Champ de Celebrant », car tel était le nom de la plaine où s'était déroulée en grande partie la bataille. Une conséquence de cette bataille fut le Don de Cirion auquel répondit le Serment d'Eorl, qui posaient les bases d'une puissante alliance entre les Rohirrim du Rohan et les Dúnedain du Gondor.